# Велд

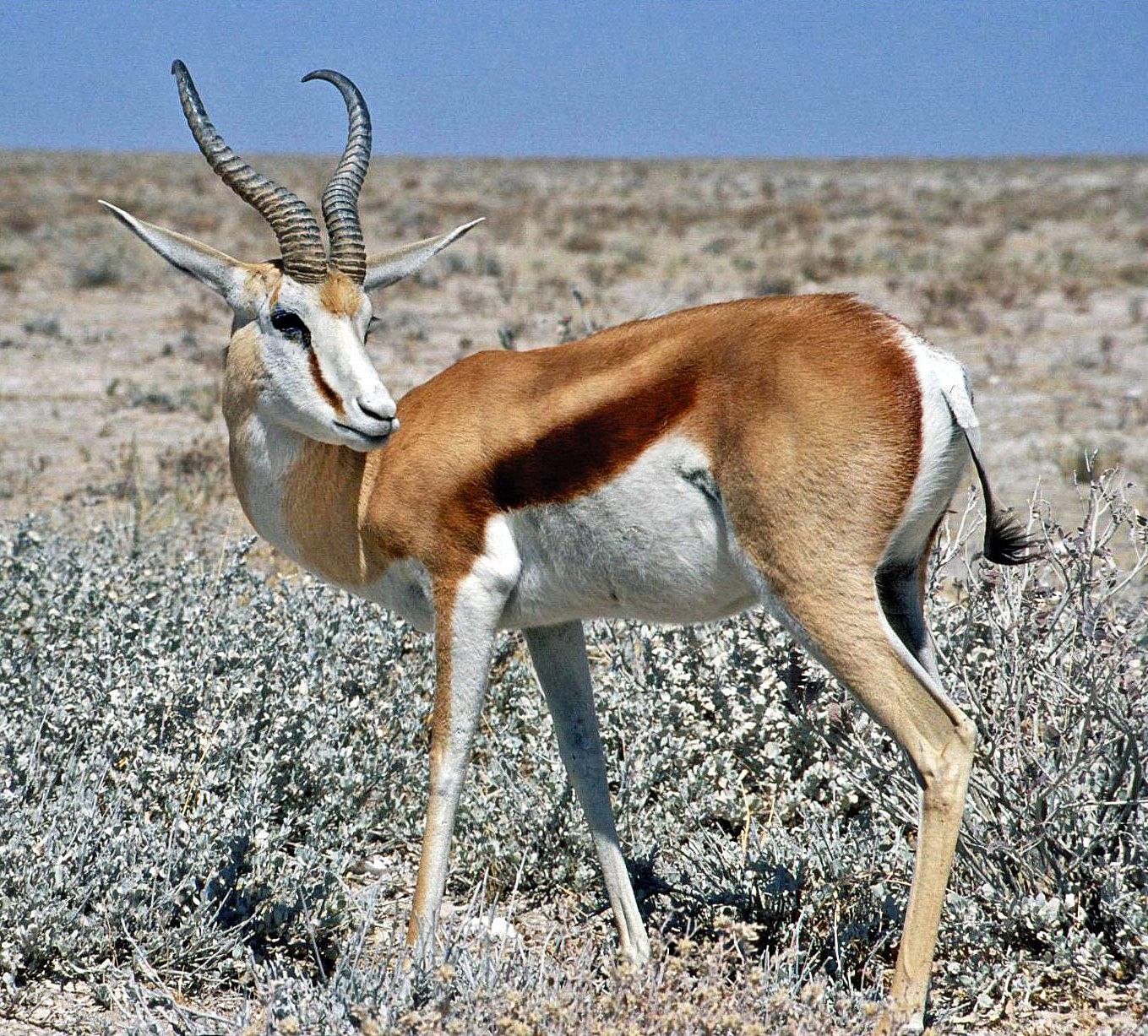
Спрингбок на фоні посушливого велду, Намібія

Велд, Фелд (від нід. veld — поле) — посушливі плато в Південній Африці, головним чином в ПАР.
Знижуються ступенями від 1 800 до 300 метрів, від нагір'я Басуто Драконових гір на сході до впадини Калахарі на заході і долини річки Лімпопо на півночі.
Складені пісковиками, сланцями, кристалічними породами. Вкриті ксерофітними злаками і чагарниками, ділянки саван.
Крупні родовища алмазів (в районі Кімберлі).